# Kaôh Wai
Kaôh Wai är öar i Kambodja.   De ligger i provinsen Sihanoukville, i den sydvästra delen av landet, 280 km sydväst om huvudstaden Phnom Penh.